# كرز صغير الثمار
كرز صغير الثمار (باللاتينية: Prunus microcarpa) هو أحد أنواع جنس الخوخ من الفصيلة الوردية. يعد من أنواع اللوز البري.

## الموئل والانتشار
ينتشر في بلاد الشام وتركيا والقوقاز.

## مرادفات للاسم العلمي
- (باللاتينية: Cerasus microcarpa (C. A. Mey.) Boiss.)
- (باللاتينية: Cerasus antilibanotica Post)
- (باللاتينية: Cerasus calycosa (Aitch. & Hemsl.) Woronow)
- (باللاتينية: Cerasus diffusa Boiss. & Hausskn.)
- (باللاتينية: Cerasus furum (Nábelek) Woronow)
- (باللاتينية: Cerasus orientalis Spach)
- (باللاتينية: Cerasus tortuosa Boiss. & Hausskn.)
- (باللاتينية: Microcerasus orientalis (Spach) M. Roem.)
- (باللاتينية: Prunus antilibanotica (Post) Dinsm.)
- (باللاتينية: Prunus calycosa Aitch. & Hemsl.)
- (باللاتينية: Prunus furum Nábelek)
- (باللاتينية: Prunus orientalis (Spach) Walp.)
- (باللاتينية: Prunus tortuosa (Boiss. & Hausskn.) Rech. f.)
- (باللاتينية: Cerasus microcarpa subsp. tortuosa (Boiss. & Hausskn.) Browicz)